# Leptogenys excisa
Leptogenys excisa é uma espécie de formiga do gênero Leptogenys, pertencente à subfamília Ponerinae.